# Milka Kajganić

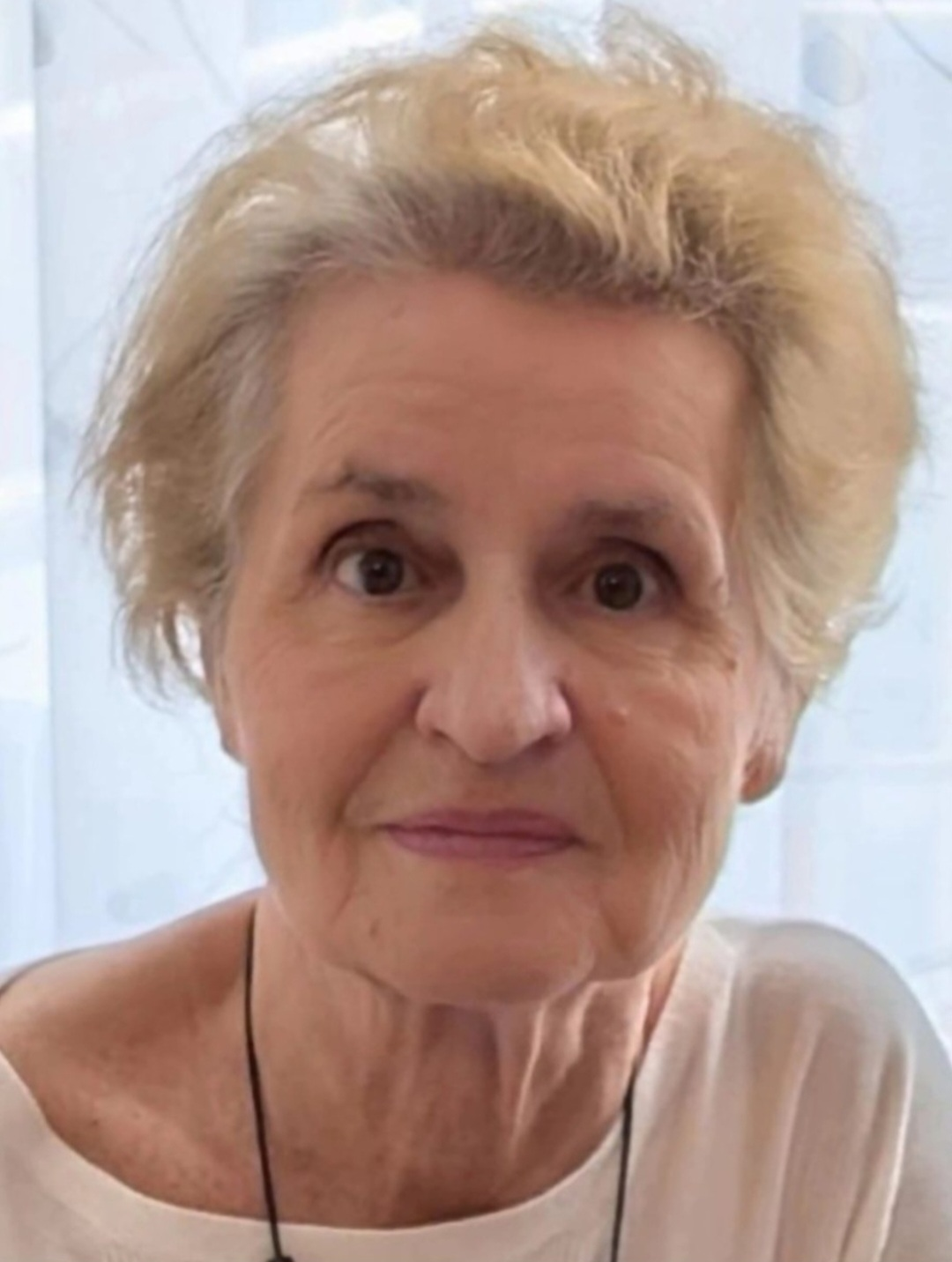
Milka Kajganic

Milka Kajganić (* 1951 in Kozarac als Milka Mraović) ist eine schweizer- kroatische Journalistin und Autorin.

## Leben
Kajganić ist Absolventin der Fakultäten für Gesundheitswissenschaften in Belgrad und Rechtswissenschaft an der Uni Rijeka. Sie schreibt seit 1989 als freie Journalistin. Sie lebt in Zürich.
Sie schrieb das Kordun-Leserbuch, das ein Kordun-Wörterbuch, Volksgedichte, Witze und humorvolle Geschichten aus Kordun sowie Rezepte der kordunischen Küche enthält. Dieses Buch wurde von der Kroatischen Akademie der Wissenschaften und Künste als „ein außergewöhnlicher Beitrag zum Studium der Kultur der Serben in Kroatien“ bezeichnet. Als mehrjährige Aktivistin und Publizistin arbeitete Milka Kajganić für die US-Amerikanische Tesla Society in New York. Sie angagierte sich für die Publikation der Tesla Society CH & EU, sowie bei der Internationalen Gesellschaft für Menschenrechte in Uster CH.
Milka Kajganić schreibt ihre Bücher in kroatischer und serbischer Sprache. Die genannten Bücher sind auch ins Englische übersetzt worden. Ihre Texte sind in zahlreichen  Anthologien und Monographien erschienen. Kajganić leitet den Schriftstellerverein „Literaturkreis Goldene Feder“ Schweiz. Sie ist eine Sammlerin von Kordun-Volksausgaben und -Bräuchen.

## Auszeichnungen
Der Roman Liebe zur Freiheit wurde in Serbien mit dem Rastko Petrović-Preis für den besten Roman 2022 ausgezeichnet.
- ME: Perast International Filmfestival Forteca, Juli 2024, erster Preis des Publikums

## Schriften
- Child Abduction
- The Brave Health Inspection
- Escape From Madness
- Demands of the Heart
- Traces of Childhood
- The Tear Drops
- The Vortex of Life
- The Stories of a Kordun old Man, 2022
- The Wounds of the Refugees, 2022
- The Storm in the Eyes of the Suffering, 2022
- The UNPROFOR Kid
- Love for Freedom
- What have I got myself into
- The Voice from Abroad
- Burden of Convertion in Glina

## Film
- 33 Angels, 2023 - Dokumentar-Spielfilm der Filmproduktion Dimeski Dan Media Norway (Szenarist und Viktimolog)